# Stari pisker
Stári písker je bil zapor v središču Celja.
Pred 2. svetovno vojno je bil to zapor za ženske. Z nemško zasedbo mesta Celja in tega dela Slovenije so prevzeli tudi ta zapor, ki so ga uporabili za zapiranje, mučenje in usmrtitve pripadnikov Narodnoosvobodilnega boja in ostalih vojaških formacij, ki so bili proti Nacistični Nemčiji. Med vojno so tukaj nemške zasedbene sile usmrtile 374 talcev.
Leta 1944 so partizani uspeli osvoboditi več kot tristo zapornikov iz zapora. Del talcev so Nemci nato znova polovili, vendar je bila to najuspešnejša tovrstna akcija med vojno.
Takoj po odhodu nemškega okupatorja je Stari pisker služil naprej svojemu namenu. Nova komunistična oblast je v njem zapirala domnevne politične nasprotnike in druge oblasti neljube osebe. Mnoge je vodila pot iz zapora na razna morišča OZNE.
Danes se v tem poslopju nahaja mladinski prevzgojni zavod.

## Zunanji viri
- http://www.culturalprofiles.org.uk/slovenia/Units/5324.html Arhivirano 2005-04-05 na Wayback Machine. (angleško)
- https://www.rtvslo.si/blog/emonec/stari-pisker/45116